# Rostvingad myrvireo
För fågelarten Herpsilochmus rufimarginatus, se rostkantad myrvireo.
Rostvingad myrvireo (Herpsilochmus frater) är en fågelart i familjen myrfåglar inom ordningen tättingar.

## Utbredning och systematik
Fågeln delas in i två underarter med följande utbredning:
- H. s. exiguus – centrala och östra Panama samt närliggande nordvästra Colombia
- H. s. frater – foten av Anderna från Colombia söderut till norra Bolivia, österut till sydvästra Amazonområdet i Brasilien (Rondônia och norra Mato Grosso); även i Veneuzela, södra Guyana och centrala Surinam, i norra Brasilien (norra Roraima) och i östra Brasilien i södra Pará och västra Maranhão samt Paraíba söderut till Alagoas

Fågeln behandlades tidigare som del av rostkantad myrvireo (H. rufimarginatus), som då kallades rostvingad myrsmyg. I samband med uppdelningen flyttades det svenska trivialnamnet över till frater och rufimarginatus blev tilldelat ett nytt namn.

## Status och hot
Arten har ett stort utbredningsområde, men tros minska i antal, dock inte tillräckligt kraftigt för att den ska betraktas som hotad. Internationella naturvårdsunionen IUCN listar arten som livskraftig (LC).